# Frontière entre la Guinée équatoriale et Sao Tomé-et-Principe
La frontière entre la Guinée équatoriale et Sao Tomé-et-Principe consiste en deux segments maritimes dans le Golfe de Guinée. Cette frontière est régie par un traité signé à Malabo le 26 juin 1999.
La première partie de la frontière sépare l'île Annobón de Guinée équatoriale et l'île de São Tomé. Cette partie de la frontière se compose de quatre segments maritimes linéaires définis par cinq points de coordonnées individuels. La limite est une ligne équidistante approximative entre les deux îles.
- Point 1 : 1° 29′ 04″ S, 7° 16′ 30″ E
- Point 2 : 0° 47′ 15,8″ S, 6° 11′ 30,7″ E
- Point 3 : 0° 12′ 54″ S, 5° 19′ 23″ E
- Point 4 : 0° 41′ 45,3″ N, 3° 37′ 03,2″ E
- Point 5 : 0° 54′ 59,5″ N, 3° 12′ 32,95″ E

La deuxième partie de la frontière définie sépare Río Muni sur le continent et l'île de Bioko de l'île de Príncipe. Cette partie de la frontière est plus complexe, composée de 14 segments linéaires définis par 15 points de coordonnées individuels. Comme la première partie, cette partie de la frontière est une ligne équidistante approximative entre les deux pays.
- Point 1 : 0° 37′ 25″ N, 8° 11′ 42″ E
- Point 2 : 1° 00′ 15″ N, 8° 18′ 10″ E
- Point 3 : 1° 11′ 32,65″ N, 8° 21′ 38,75″ E
- Point 4 : 1° 17′ 48″ N, 8° 22′ 48″ E
- Point 5 : 1° 24′ 14″ N, 8° 24′ 08″ E
- Point 6 : 1° 38′ 45″ N, 8° 27′ 58″ E
- Point 7 : 1° 49′ 10″ N, 8° 30′ 15″ E
- Point 8 : 1° 54′ 45″ N, 8° 31′ 15″ E
- Point 9 : 2° 04′ 01,6″ N, 8° 33′ 00,5″ E
- Point 10 : 2° 12′ 48″ N, 8° 21′ 57″ E
- Point 11 : 2° 25′ 32″ N, 8° 02′ 40″ E
- Point 12 : 2° 31′ 35,3″ N, 7° 53′ 20,4″ E
- Point 13 : 2° 38′ 34″ N, 7° 42′ 13″ E
- Point 14 : 2° 50′ 00″ N, 7° 25′ 52″ E
- Point 15 : 3° 02′ 31,75″ N, 7° 07′ 17,45″ E